# Militärflugplatz Uppsala-Ärna

i7
i11
i13
Der Flugplatz Uppsala-Ärna (ICAO-Code: ESCM) ist ein Militärflugplatz der schwedischen Luftwaffe der nördlich von Uppsala gelegen ist.

## Geschichte
In der Kommune Uppsala wurde bereits in den Vorkriegsjahren ein Flugfeld betrieben. Mit Beginn des Zweiten Weltkrieges begann die schwedische Luftwaffe das Flugfeld zu einem Militärflugplatz umzunutzen. So bezog das Geschwader F16, die „Upplands Flygflottilj“, 1944 den Flugplatz.
In den 1950er-Jahren erbaute die Luftwaffe eine unterirdische Flugzeugkaverne.
Mit Ende des Kalten Krieges reduzierte die Luftwaffe ihre Bestände, sodass sie diesen Militärflugplatz auch für den zivilen Verkehr öffnen wollte. Das Geschwader F16 wurde Ende 2003 außer Dienst gestellt. Sowohl von mehreren Umweltorganisationen als auch einem Bürgerbündnis wurde heftige Kritik an einer Erweiterung des zivilen Flughafens geübt. Laut einer Umfrage von Leuten aus der Gemeinde Uppsala, die im Spätherbst 2010 stattfand, waren 40 für die Erweiterung, wohingegen 39 dagegen waren und 21 % unentschlossen waren. Diese Pläne wurden jedoch nach fünfzehn Jahren Diskussion im Juni 2018 durch die dann herrschende Provinzregierung beendet.
Nach Beginn des russischen Überfalls auf die Ukraine 2022 und des daraus resultierenden NATO-Beitritts Schwedens 2024 wird der Flugplatz wieder vermehrt genutzt. Bereits im Vorfeld war das Geschwader F16 im Oktober 2021 reaktiviert worden. Die neuen Frühwarnflugzeuge vom Typ S106 Global Eye sollen hier stationiert werden.